# 서울이태원초등학교
서울이태원초등학교(서울梨泰院初等學校)는 대한민국 서울특별시 용산구 이태원동에 있는 공립 초등학교이다.

## 학교 연혁
- 1926년 7월 15일: 조양학원으로 개교
- 1936년 6월 4일: 이태원공립보통학교로 인가
- 1938년 4월 23일: 경성이태원심상소학교로 변경
- 1941년 4월 1일: 경성이태원공립국민학교로 변경
- 1943년 5월 1일: 이태원소학교로 재개교
- 1963년 6월 22일: 보광국민학교 분리
- 1965년 2월 24일: 용암국민학교 분리
- 1996년 3월 1일: 서울이태원초등학교로 개칭

## 참고 자료
- 서울이태원초등학교 - 한국교육학술정보원 학교알리미